# Entypesa fisheri
Espèce
Entypesa fisheri est une espèce d'araignées mygalomorphes de la famille des Entypesidae.

## Distribution
Cette espèce est endémique de la région Diana à Madagascar,. Elle se rencontre dans la réserve spéciale de Manongarivo.

## Description
La femelle holotype mesure 15,80 mm.

## Étymologie
Cette espèce est nommée en l'honneur de Brian Fisher.

## Publication originale
- Zonstein, 2018 : Notes on Entypesa (Araneae: Nemesiidae) in the Field Museum of Natural History, with descriptions of four new species from Madagascar. Arachnology, vol. 17, no 9, p. 469-479.